# Aulostomus
Aulostomus — рід риб, єдиний в родині Aulostomidae ряду Іглицеподібні (Syngnathiformes). Є великим далеким родичем іглиці. Має дуже цікаву зовнішність: подовжене тіло, довгу голову з великими щелепами — від загальної довжини тіла щелепи займають мало не четверту частину. Вони схожі на трубку злегка плоску на кінці, і цим, ймовірно, рибка заслужила свою назву — «флейта».

## Опис
Мешкають неглибоко, серед коралових рифів або у скель. Вони зустрічаються різної довжини: в основному — близько 50-70 сантиметрів, але іноді попадаються екземпляри в 1,5 метра. Тіло їх покрите дрібною ктеноїдною лускою. Передній спинний плавник є окремими колючими променями. Черевні і грудні плавники дуже маленькі і користі від них не багатьох — щоб плавати, рибі доводиться посилено ними працювати. Тому влаштовувати гонитву за здобиччю, як правило безглуздо. Забарвлення у риб найчастіше жовте або зелене, але зустрічаються особини з червонястим або бурим забарвленням. Вони можуть бути однотонними, з подовжніми або поперечними смужками і плямами. У їх своєрідної будови і зовнішнього вигляду є як плюси, так і мінуси. До плюсів відноситься можливість відмінного маскування серед водної рослинності, а до мінусів те, що її тіло не можна назвати гнучким, та і маленький хвіст не дозволяє їй здійснювати довгі пересування. Через це вони ведуть малорухомий спосіб життя.

## Поширення
Зустрічаються в тропічних водах по всьому світу, з двома видами в Атлантичному океані і один в Індо-Тихоокеанському регіоні.

## Спосіб життя
Вони є активними, спеціалізованими хижаками. За допомогою свого довгого тіла, вони вихоплюють здобич — дрібну рибу і ракоподібних прямо з гілок коралів. Вони користуються двома основними видами мисливської тактики — або завмирають у вертикальному положенні, зливаючись з рослинністю, а при появі нічого непідозрюючої жертви, накидаються на неї і вмить засмоктують, або ховаються за якимсь великим мешканцем, а іноді навіть влаштовується на його спині, міцно учепившись черевними плавниками або просто пристроюється поруч. Багато хто припускає, що риба-флейта живиться тим, що залишається від здобичі свого «коня», але це зовсім не вірно.

## Види
Описано 3 види
- Aulostomus chinensis (Linnaeus, 1766)
- Aulostomus maculatus Valenciennes, 1841
- Aulostomus strigosus Wheeler, 1955